# Златоуст (станция)
Златоу́ст — железнодорожная станция Златоустовского региона Южно-Уральской железной дороги, расположенная в одноимённом городе Челябинской области.
При станции имеется депо (ТЧ-1 ЮУЖД).

## История

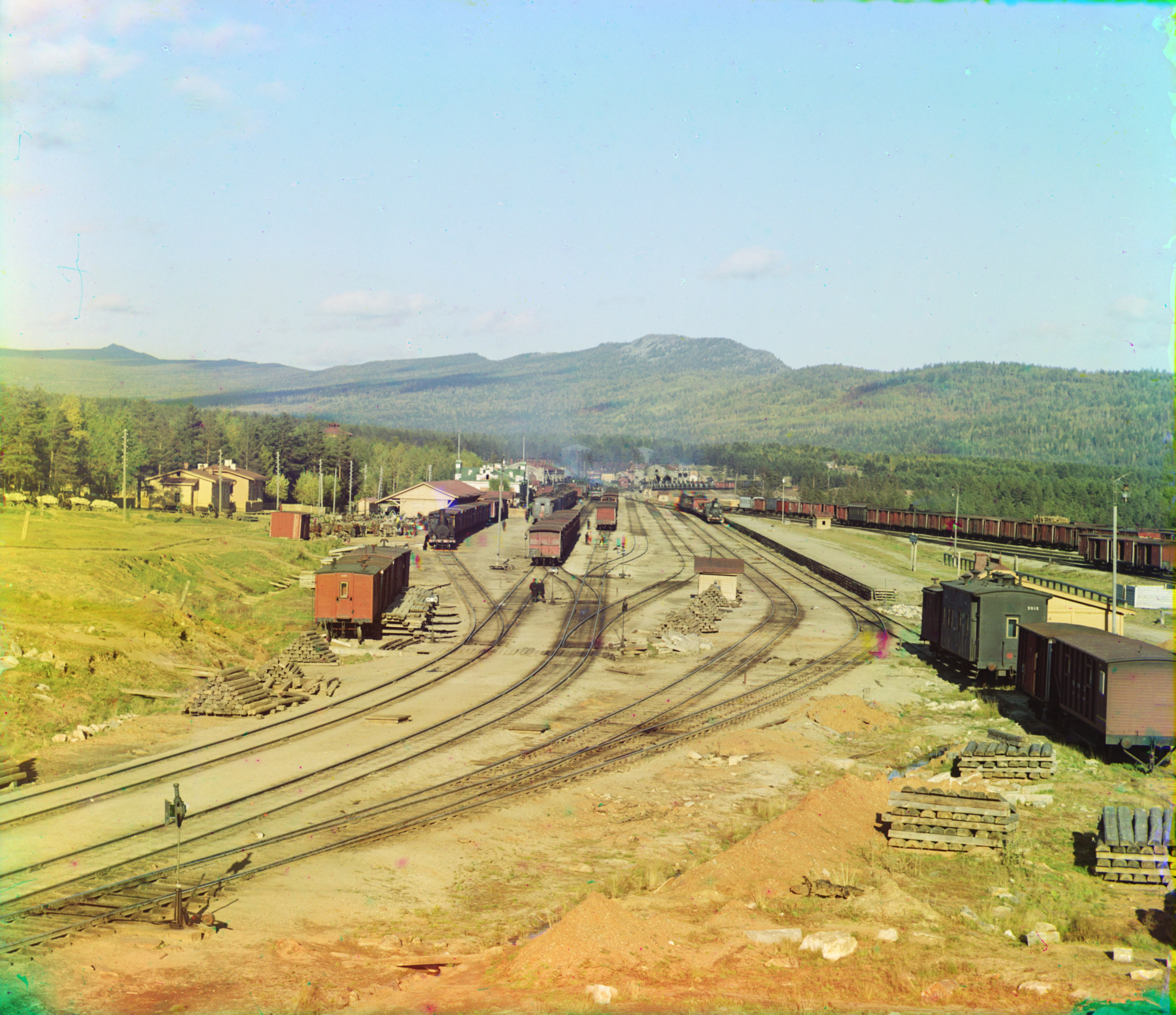
Станция Златоуст в 1910 году.
Фото С. М. Прокудина-Горского

Станция открыта в 1890 году при продлении линии от Уфы, входила в состав Самаро-Златоустовской дороги. На тот момент станция располагалась в 2 верстах от границ города, административного центра Златоустовского уезда Уфимской губернии. В 1892 году линия продлена далее до уездного города Челябинска Оренбургской губернии. Через станцию проходил исторический главный ход Транссибирской магистрали.
Станция электрифицирована с конца 1945 г.
Современное здание вокзала станции сооружёно в 1986 году по проекту архитектора В. М. Попова.

## Пассажирское сообщение
Вокзал станции 2-го класса. Вместимость вокзала составляет 700 человек. Ежегодное отправление — 908 000 человек.

### Поезда дальнего следования
На станции останавливаются все проходящие через неё поезда. Имеется прямое сообщение с Москвой, Минском, Волгоградом, курортами Северного Кавказа, Владивостоком и другими городами.
По графику 2020 года через станцию курсируют следующие поезда дальнего следования:

#### Круглогодичное движение поездов
| № поезда        | Маршрут движения           | № поезда        | Маршрут движения           |
| --------------- | -------------------------- | --------------- | -------------------------- |
| 11              | Владивосток — Самара       | 12              | Самара — Владивосток       |
| 13 «Южный Урал» | Челябинск — Москва         | 14 «Южный Урал» | Москва — Челябинск         |
| 59              | Новокузнецк — Кисловодск   | 60              | Кисловодск — Новокузнецк   |
| 83              | Караганда — Москва         | 84              | Москва — Караганда         |
| 87              | Нижневартовск — Самара     | 88              | Самара — Нижневартовск     |
| 97              | Тында — Кисловодск         | 98              | Кисловодск — Тында         |
| 101             | Нижневартовск — Пенза      | 102             | Пенза — Нижневартовск      |
| 127             | Красноярск — Адлер         | 128             | Адлер — Красноярск         |
| 129             | Красноярск — Анапа         | 130             | Анапа — Красноярск         |
| 133             | Томск — Анапа              | 134             | Анапа — Томск              |
| 141             | Екатеринбург — Симферополь | 142             | Симферополь — Екатеринбург |
| 143             | Нижневартовск — Уфа        | 144             | Уфа — Нижневартовск        |
| 147             | Нижневартовск — Астрахань  | 148             | Астрахань — Нижневартовск  |
| 317             | Караганда — Барановичи     | 318             | Барановичи — Караганда     |
| 331             | Новый Уренгой — Уфа        | 332             | Уфа — Новый Уренгой        |
| 351             | Приобье — Уфа              | 352             | Уфа — Приобье              |
| 373             | Тюмень — Махачкала         | 374             | Махачкала — Тюмень         |
| 391             | Челябинск — Москва         | 392             | Москва — Челябинск         |

#### Сезонное движение поездов
| № поезда | Маршрут движения         | № поезда | Маршрут движения         |
| -------- | ------------------------ | -------- | ------------------------ |
| 205      | Иркутск — Анапа          | 206      | Анапа — Иркутск          |
| 229      | Северобайкальск — Анапа  | 230      | Анапа — Северобайкальск  |
| 235      | Тында — Анапа            | 236      | Анапа — Тында            |
| 243      | Новокузнецк — Анапа      | 244      | Анапа — Новокузнецк      |
| 289      | Екатеринбург — Анапа     | 290      | Анапа — Екатеринбург     |
| 425      | Челябинск — Калининград  | 426      | Калининград — Челябинск  |
| 455      | Челябинск — Новороссийск | 456      | Новороссийск — Челябинск |
| 457      | Челябинск — Анапа        | 458      | Анапа — Челябинск        |
| 477      | Челябинск — Адлер        | 478      | Адлер — Челябинск        |

Каждый час услугами станции Златоуст пользуются 40-50 пассажиров.

### Пригородное сообщение
В направлении Челябинска следуют 2 пары электропоездов в день, в направлении Бердяуша — 2 пары в день (из них пара — далее до Кропачёва).

## Достопримечательности
Симеоновская церковь на станции Златоуст, Храм Симеона Верхотурского).